# Windpark Plauerhagen
Der Windpark Plauerhagen besteht aus insgesamt 22 Windkraftanlagen (Stand 2020) unterschiedlicher Typen mit einer installierten Gesamtleistung von 66,4 Megawatt. Er liegt etwa 1 km östlich von Plauerhagen im Landkreis Ludwigslust-Parchim in Mecklenburg-Vorpommern.

## Errichtung
Der erste Teil des Windparks wurde im Dezember 1995 errichtet und bestand aus drei Windkraftanlagen vom Typ Nordwind NW 40 mit einem Rotordurchmesser von 40 m, einer Nennleistung von 500 kW und einer Nabenhöhe von 43,5 m. Der prognostizierte Gesamtjahresenergieertrag dieser drei Anlagen lag bei ca. 2100 MWh (2,1 GWh). Die Anlagen waren im Jahr 2015 bereits abgebaut.
Später wurde der Windpark um vier Windkraftanlagen vom Typ  Nordwind NW 44 mit einem Rotordurchmesser von 44 m, einer Nennleistung von 750 kW und einer Nabenhöhe von 68 m erweitert.
Die Anlagen der Typen Nordwind NW 40 und NW 44 sind einige der seltenen Zweiflügelanlagen der Nordwind Energieanlagen GmbH aus Neubrandenburg. Der Typ NW 40/500 basiert, bis auf Unterschiede in der Steuerung und Regelung, weitgehend auf dem Modell V 12 des früheren Braunschweiger Herstellers Ventis.
Im Jahr 2010 wurden weitere acht Windkraftanlagen aufgestellt. Dabei handelt es sich um Anlagen des Typs e.n.o. 82-2.0 mit einem Rotordurchmesser von 82 m, einer Nennleistung von 2,05 MW und einer Nabenhöhe von 101 m. Diese besitzen eine prognostizierte Jahresstromproduktion von rund 38 Gigawattstunden (GWh). Gegenüber dem ursprünglichen Windpark mit drei Windkraftanlagen ist der Gesamtertrag pro Jahr auf mehr als das Zwanzigfache gestiegen.
Die MVV Energie AG aus Mannheim hat im Juni 2010 den Teil des Windparks mit den acht neuen Windkraftanlagen von der Rostocker eno energy gekauft.
Im September 2015 wurde eine Erweiterung des Windparks bekanntgegeben. Geplant war der Bau von 6 Anlagen des Typs eno 114 mit einem Rotordurchmesser von 114,5 m, einer Nennleistung von 3,5 MW und einer Nabenhöhe von 127,5 m. Die Gesamthöhe der Anlagen erreicht ca. 185 m und überragt die bis dahin höchsten 2010 gebauten Anlagen um weitere 43 m. Die Gesamtleistung des Windparks wird durch den Ausbau mehr als verdoppelt. Der Bau der neuen Anlagen wurde in der ersten Jahreshälfte 2016 abgeschlossen. Eigentümer der neuen Windräder wird die Dortmunder Energie- und Wasserversorgung GmbH (DEW21) sein. Die Wartung und technische Betriebsführung für die Anlagen übernimmt die eno energy GmbH aus Rostock.
Im November 2016 wurde bekannt gegeben, dass der Windpark um weitere sechs Anlagen des Typs eno 114 erweitert wird. Die Gesamtleistung des Windparks steigt damit auf 58,4 MW. Der Jahresertrag steigt nach der Erweiterung gegenüber dem Stand 2010 auf mehr als das Dreifache auf ca. 130 Gigawattstunden(GWh), was ca. 2/3 des Gesamtverbrauchs der Haushalte im Landkreis Ludwigslust-Parchim entspricht. Der Anschluss ans Stromnetz erfolgt im Umspannwerk Krakow. Als Trasse wird die Bahnstrecke Güstrow–Meyenburg genutzt. Die technische Betriebsführung wird durch eno energy übernommen. Die Fertigstellung der Anlagen erfolgte im Mai 2017.
Die 2015 demontierten Anlagen des Herstellers Nordwind wurden 2020 im Zuge des Repowering durch zwei Anlagen des Typs eno 126 ersetzt.

## Übersicht über die Anlagen
| Anlagentyp     | Anzahl | Baujahr | Gesamthöhe | Rotordurchmesser | Nabenhöhe | Leistung | Bemerkungen                       |
| -------------- | ------ | ------- | ---------- | ---------------- | --------- | -------- | --------------------------------- |
| Nordwind NW 40 | 3      | 1995    | 63,5 m     | 40 m             | 43,5 m    | 500 kW   | Zweiflügler, 2015 abgebaut        |
| Nordwind NW 44 | 4      | 2000    | 90 m       | 44 m             | 68 m      | 750 kW   | Zweiflügler, 2015 abgebaut        |
| eno 82-2.0     | 8      | 2010    | 142 m      | 82 m             | 101 m     | 2050 kW  |                                   |
| eno 114-3.5    | 6      | 2016    | 185 m      | 114,5 m          | 127,5 m   | 3500 kW  | im ersten Halbjahr 2016 errichtet |
| eno 114-3.5    | 6      | 2017    | 185 m      | 114,5 m          | 127,5 m   | 3500 kW  |                                   |
| eno 126-4.0    | 2      | 2020    | 160 m      | 126,0 m          | 97,0 m    | 4000     | Repowering                        |